# Falsohyagnis preapicemaculata
Falsohyagnis preapicemaculata är en skalbaggsart som beskrevs av Stefan von Breuning 1940. Falsohyagnis preapicemaculata ingår i släktet Falsohyagnis och familjen långhorningar.
Artens utbredningsområde är Gabon. Inga underarter finns listade i Catalogue of Life.